# Liste der Stolpersteine in Telemark
Die Liste der Stolpersteine in Telemark listet alle Stolpersteine in der norwegischen Provinz (Fylke) Telemark auf. Stolpersteine erinnern an das Schicksal der Menschen, die von den Nationalsozialisten ermordet, deportiert, vertrieben oder in den Suizid getrieben wurden. Die Stolpersteine wurden vom deutschen Künstler Gunter Demnig konzipiert und werden zumeist von ihm selbst verlegt. Im Regelfall liegen die Stolpersteine vor dem letzten selbstgewählten Wohnort des Opfers. Stolpersteine werden auf Norwegisch snublesteiner genannt.

## Holocaust in Norwegen

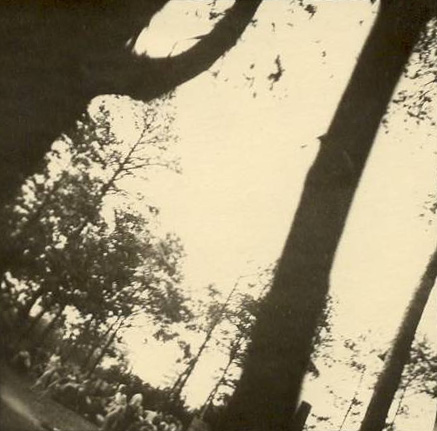
Nackte Opfer kurz vor der Gaskammer, Auschwitz 1944

Norwegen war von 9. April 1940 bis 8. Mai 1945 von deutschen Truppen besetzt. Damals befanden sich etwa 2100 jüdische Norweger und Flüchtlinge aus Mitteleuropa im Land. Von diesen konnten sich rund tausend Personen ins neutrale und nicht besetzte Schweden retten. Am 26. November 1942 wurden 532 norwegische Juden (302 Männer, 188 Frauen und 42 Kinder) von norwegischer Polizei und Gestapo der SS übergeben. Sie gelangten mit einem Frachtschiff des Norddeutschen Lloyd, der Donau, nach Stettin und wurden von dort in das KZ Auschwitz-Birkenau deportiert. 346 von ihnen, darunter alle Frauen und Kinder, wurden unmittelbar nach der Ankunft am 1. Dezember 1942 in den Gaskammern ermordet. 186 Männer überstanden die Selektion und bekamen die Nummern 79064 bis 79249 eintätowiert. Nur neun von ihnen überlebten die Shoah. Am 25. Februar 1943 wurden weitere 158 Juden mit der Gotenland nach Stettin verschifft und über Berlin nach Auschwitz gebracht. 28 Männer wurden als arbeitsfähig eingestuft, die anderen sofort ermordet. Dies geschah am 3. März 1943.

## Stolpersteine in Telemark

### Skien
In Skien, dem Verwaltungssitz der Telemark, wurden zwei Stolpersteine verlegt.
| Stolperstein | Übersetzung                                                                          | Verlegeort | Name, Leben |
| ------------ | ------------------------------------------------------------------------------------ | ---------- | --- |
|              | HIER ARBEITETE DAVID BECKER GEBOREN 1898 DEPORTIERT 1942 AUSCHWITZ GETÖTET 17.2.1943 | Torggata 8 | David Becker wurde am 24. Juni 1898 in Drammen geboren. Seine Eltern waren Mendel Davidor Becker (geb. 1862 in Litauen) und Mina geb. Hirschhorn (geb. 1869 in Lettland). Er hatte sechs Geschwister. David Becker war von Beruf Kaufmann. Er heiratete Signe Paula geb. Saposnikoff (geb. 1902 in Schweden). Das Paar hatte drei Kinder: Sigurd (geb. 1924), Ivar (geb. 1929) und Sonja Rita (geb. 1931). Am 2. Juni 1942 wurde er verhaftet und nach Grini transportiert. Im August wurde er zur Zwangsarbeit nach Kvænangen in Nordnorwegen geschickt. Nach drei Monaten wurde er nach Grini rücküberstellt. Wenige Tage später wurde er nach Akershuskaia in Oslo gebracht und am 26. November 1942 mit der Monte Rosa nach Deutschland deportiert. Sein Bruder Wulff (geb. 1907) war ebenfalls an Bord. Sie kamen in Viehwaggons im Vernichtungslager Auschwitz an und wurden zur Zwangsarbeit eingeteilt. David Becker wurde am 17. Februar 1943 ermordet, Wulff Becker wurde mit dem gleichen Todesdatum gelistet. David Beckers Ehefrau und ihre drei Kinder wurden von einem Frachter, der von Skien ablegte, nach Schweden in Sicherheit gebracht. Sie konnten überleben. Frida Becker (geb. 1900), seine Schwester, war bereits 1942 mit der Donau nach Auschwitz deportiert und unmittelbar nach der Ankunft in Auschwitz, am 1. Dezember 1942, ermordet worden. Seine Eltern und sein Bruder Louis (geb. 1906) wurden im Februar 1943 mit der Gotenland deportiert. Die Eltern wurden unmittelbar nach der Ankunft in Auschwitz ermordet, Louis kam am 10. August 1943 um. |
|              | HIER ARBEITETE LOUIS BECKER GEBOREN 1906 DEPORTIERT 1943 AUSCHWITZ GETÖTET 10.8.1943 | Torggata 8 | Louis Becker wurde am 6. Januar 1906 in Oslo geboren. Seine Eltern waren Mendel Davidor Becker (geb. 1862 in Litauen) und Mina geb. Hirschhorn (geb. 1869 in Lettland). Er hatte sechs Geschwister. Louis Becker wurde Zwischenhändler. Am 20. Juni 1942 wurde er verhaftet und nach Grini transportiert. Im August wurde er zur Zwangsarbeit nach Kvænangen in Nordnorwegen geschickt. Nach drei Monaten wurde er nach Grini rücküberstellt. Er wurde am 25. Februar 1943 mit der MS Gotenland nach Deutschland und von dort nach Auschwitz deportiert. Die Eltern waren auf demselben Schiff und im selben Zug. Das betagte Ehepaar wurde unmittelbar nach der Ankunft direkt in die Gaskammer geschickt. Louis Becker hingegen wurde zur Zwangsarbeit selektiert, er wurde am 10. August 1943 ermordet. Frida Becker (geb. 1900), seine Schwester, war bereits 1942 mit der Donau deportiert worden. Sie wurde am Tag ihrer Ankunft in Auschwitz, am 1. Dezember 1942, ermordet. Die Brüder David (geb. 1898) und Wulff (geb. 1907) wurden am 26. November 1942 mit der Monte Rosa nach Auschwitz deportiert und dort im Februar 1943 ermordet. Für seine Verwandten wurden fünf Stolpersteine verlegt, für Eltern und Schwester in der Deichmans gate 21 in Oslo, für Bruder David ebenfalls in Skien, für Bruder Wulff in der Torggata 17B in Oslo. |

## Verlegedaten
Die Stolpersteine in Telemark wurden an folgendem Tag verlegt:
- 13. Juni 2014: Skien